# 25-я гаубичная артиллерийская бригада
25-я гаубичная артиллерийская Свирская бригада — воинское соединение Вооружённых сил СССР в Великой Отечественной войне.
Сокращённое наименование — 25 габр

## История
Бригада сформирована на Юго-Западном фронте, в составе 7-й артиллерийской дивизии путём объединения трёх гаубичных полков.
На вооружении бригады в момент формирования находились 122-миллиметровые гаубицы М-30.
Период вхождения в действующую армию: 10 февраля 1943 года — 9 мая 1945 года.
- О боевом пути бригады смотри статью 7-я артиллерийская дивизия

## Состав бригады
- 124-й гаубичный артиллерийский полк
- 320-й гаубичный артиллерийский полк
- 877-й гаубичный артиллерийский ордена Богдана Хмельницкого полк

## Подчинение
| Дата            | Фронт (округ)        | Армия                 | Корпус | Дивизия                    | Примечания |
| --------------- | -------------------- | --------------------- | ------ | -------------------------- | ---------- |
| 01.03.1943 года | Юго-Западный фронт   | -                     | -      | 7-я артиллерийская дивизия | -          |
| 01.04.1943 года | Юго-Западный фронт   | 1-я гвардейская армия | -      | 7-я артиллерийская дивизия | -          |
| 01.05.1943 года | Юго-Западный фронт   | 1-я гвардейская армия | -      | 7-я артиллерийская дивизия | -          |
| 01.06.1943 года | Юго-Западный фронт   | 1-я гвардейская армия | -      | 7-я артиллерийская дивизия | -          |
| 01.07.1943 года | Юго-Западный фронт   | 1-я гвардейская армия | -      | 7-я артиллерийская дивизия | -          |
| 01.08.1943 года | Юго-Западный фронт   | 1-я гвардейская армия | -      | 7-я артиллерийская дивизия | -          |
| 01.09.1943 года | Юго-Западный фронт   | -                     | -      | 7-я артиллерийская дивизия | -          |
| 01.10.1943 года | Юго-Западный фронт   | -                     | -      | 7-я артиллерийская дивизия | -          |
| 01.11.1943 года | 4-й Украинский фронт | 3-я гвардейская армия | -      | 7-я артиллерийская дивизия | -          |
| 01.12.1943 года | 4-й Украинский фронт | 3-я гвардейская армия | -      | 7-я артиллерийская дивизия | -          |
| 01.01.1944 года | 4-й Украинский фронт | 3-я гвардейская армия | -      | 7-я артиллерийская дивизия | -          |
| 01.02.1944 года | 4-й Украинский фронт | 3-я гвардейская армия | -      | 7-я артиллерийская дивизия | -          |
| 01.03.1944 года | 3-й Украинский фронт | -                     | -      | 7-я артиллерийская дивизия | -          |
| 01.04.1944 года | 3-й Украинский фронт | -                     | -      | 7-я артиллерийская дивизия | -          |
| 01.05.1944 года | 3-й Украинский фронт | -                     | -      | 7-я артиллерийская дивизия | -          |
| 01.06.1944 года | 3-й Украинский фронт | 5-я ударная армия     | -      | 7-я артиллерийская дивизия | -          |
| 01.07.1944 года | Карельский фронт     | 7-я армия             | -      | 7-я артиллерийская дивизия | -          |
| 01.08.1944 года | Карельский фронт     | 7-я армия             | -      | 7-я артиллерийская дивизия | -          |
| 01.09.1944 года | 3-й Украинский фронт | -                     | -      | 7-я артиллерийская дивизия | -          |
| 01.10.1944 года | 2-й Украинский фронт | 46-я армия            | -      | 7-я артиллерийская дивизия | -          |
| 01.11.1944 года | 2-й Украинский фронт | 46-я армия            | -      | 7-я артиллерийская дивизия | -          |
| 01.12.1944 года | 2-й Украинский фронт | 46-я армия            | -      | 7-я артиллерийская дивизия | -          |
| 01.01.1945 года | 3-й Украинский фронт | -                     | -      | 7-я артиллерийская дивизия | -          |
| 01.02.1945 года | 3-й Украинский фронт | -                     | -      | 7-я артиллерийская дивизия | -          |
| 01.03.1945 года | 3-й Украинский фронт | -                     | -      | 7-я артиллерийская дивизия | -          |
| 01.04.1945 года | 3-й Украинский фронт | -                     | -      | 7-я артиллерийская дивизия | -          |
| 01.05.1945 года | 3-й Украинский фронт | -                     | -      | 7-я артиллерийская дивизия | -          |

## Командиры
- Белоусов В. Ф., полковник, на момент формирования.
- Хованский Михаил Николаевич, полковник — на 14.10.1943 года

## Награды и наименования
| Награда (наименование)           | Дата награждения                                                           | За что получена |
| -------------------------------- | -------------------------------------------------------------------------- | --- |
| Почётное наименование «Свирская» | присвоено приказом Верховного главнокомандующего № 174 от 2 июля 1944 года | за отличия в боях с немецко-финскими захватчиками при форсировании реки Свирь и прорыве сильно укреплённой обороны противника |

## Отличившиеся воины
- Абросимов, Иван Александрович, младший лейтенант, командир взвода управления 320-го гаубичного артиллерийского полка
- Кукин, Аркадий Петрович, сержант, командир орудия 877-го гаубичного артиллерийского полка
- Платов, Михаил Михайлович, младший сержант, командир радиотделения батареи 320-го гаубичного артиллерийского полка
- Смоляков, Иван Ильич, старший лейтенант, командир батареи 877-го гаубичного артиллерийского полка
- Фёдоров, Иван Михайлович, сержант, радист 877-го гаубичного артиллерийского полка
- Шаповалов, Николай Дмитриевич, красноармеец, радист 877-го гаубичного артиллерийского полка